# John Lyon, lord di Glamis
Sir John Lyon, thane di Glamis, jure uxoris thane di Tannadyce (1340 circa – 4 novembre 1382), è stato un politico e nobile scozzese.
Figlio di John de Lyon, barone feudale di Forteviot, fu lord ciambellano di Scozia tra il 1377 e il 1382. 

## Origini della famiglia
Sir John Lyon discendeva da John de Lyon (1250-?), barone feudale di Forteviot, che era nato a Norfolk, in Inghilterra.
In genere, si concorda che Sir John sia stato il progenitore di Clan Lyon, un'affermazione verificata dal noto storico Sir Iain Moncreiffe of that Ilk. 
Di origini francesi, il suo cognome derivava da un'anglicizzazione del cognome normanni de Lyon-Levieux prosedenti del Cotentin.

## Carriera e morte
Il primo incarico che ricevette fu presso la corte scozzese prima del 1368, sotto il regno di Re David II, allorché gli fu assegnata la responsabilità di esaminare le registrazioni del Ciambellano. 
Al momento dell'ascesa al trono del Re Roberto II, fu nominato custode del sigillo privato.
All'incirca dal 1375, fu custode del Castello di Edimburgo e nel 1377 fu nominato lord ciambellano, incariche che mantenne fino alla sua morte.
A partire almeno dal 1367, iniziò ad acquistare diverse proprietà: dal conte di Ross nel 1367, da John de Hay nel 1368; acquistò la thanage di Glamis dal futuro suocero nel marzo 1372. 
Fu investito cavaliere poco prima del 1377. Fu ucciso (forse a tradimento) il 4 novembre 1382 nel corso di un alterco con Sir James Lindsay of Crawford nei pressi di Menmuir, nell'Angus.

## Matrimonio, figlio e discendenza
Nel corso del 1376, Sir John Lyon sposò la Principessa Johanna (Jean), figlia del Re Roberto II e di Elizabeth Mure, figlia di Sir Adam Mure of Rowallan. 
La Principessa era vedova di Sir John Keith, figlio maggiore del Conte Maresciallo. Dopo la morte di Sir John Lyon, Johanna sposò Sir James Sandilands. Sir John Lyon e la Principessa ebbero solo un figlio maschio, anch'egli chiamato Sir John Lyon.
Il 28 giugno 1445, suo nipote, Patrick Lyon fu nominato lord Glamis. Nel 1606, Patrick, IX lord Glamis fu creato conte di Kinghorne.
Sir John Lyon fu un antenato della Regina Madre della Regina Elisabetta II (prima dell'ascesa al trono lady Elizabeth Bowes-Lyon, cioè anche l'attuale monarca britannico discende da lui).